# 遠藤為成
遠藤 為成（えんどう ためなり、1969年 - ）は日本の歯科医師、柔道家。えんどうインプラント矯正歯科クリニック院長。美容外科えんどうデンタルサロン院長。朝日大学非常勤講師。遠藤塾道場代表。妻は副院長である。子二人。

## 経歴
- 安桜小学校卒業。
- 緑ヶ丘中学校卒業。
- 関高等学校卒業。
- 朝日大学歯学部卒業。
- 1977年えんどう歯科クリニック開業。
- ルーマニア国立ブカレスト大学医学部インプラント科卒業。
- 2009年ニューヨーク大学インプラントCDEプログラム卒業。
- 朝日大学歯学部総合医科学講座麻酔学分野専攻生。

## 書籍
- 後悔しないための歯科医院選び
- 歯医者さんの治療がよくわかる本　2009/2/18　ISBN　978-4774511498

## 所属・認定医
- 高濃度ビタミンC点滴療法認定医
- キレーション点滴療法認定医
- ゲノムドクター認定医
- 日本口腔インプラント学会専門医
- ICOI学会（世界最大インプラント学会）指導医・専門医
- 近未来オステオインプラント学会認定医・専門医
- 京都インプラント研究所所員
- 日本顎咬合学会認定医
- 日本臨床歯科CADCAM学会会員
- 日本歯科麻酔学会登録医
- 日本アンチエイジング外科・美容再生研究会認定医
- 他、多数学会所属。

## 人物
- 父は空軍にて数多くの勲章受章。母は教育者。父からは軍人の息子として殴って育てられ、母には茶道・華道の作法を教え込まれる。
- 全国大会で上位に入賞し、ヨーロッパ指導者に招待された。無双四天流居合道六代目宗家である。
- 「為せば成る為さねば成らぬ何事も」により、名が「為成」と命名された。[1]。